# ميرا إمبروفيش
ميرا إمبروفيش (بالمجرية: Emberovics Míra)‏ مواليد 29 يوليو 1988 في بيتش، هي لاعبة كرة يد مجرية. حصلت مع فريقها على المركز الثاني في كأس المجر سنة 2010.